# L'uomo e il cane
(L'uomo e il cane )
L'uomo e il cane è un romanzo di Carlo Cassola pubblicato dalla casa editrice Rizzoli nel settembre del 1977. Il romanzo si è aggiudicato il premio Bagutta nel 1978.

## Trama
Protagonista del romanzo è un meticcio, Jack, che abbandonato dal padrone Alvaro, vagabonda solitario e ansioso per la campagna toscana. In seguito ad alcuni inutili tentativi di ritrovare la strada di casa, il cane si imbatte in una coppia di anziani coniugi ai quali ricorda lo scomparso Tom, probabilmente rapito dagli zingari. Brutalmente scacciato, la compagnia di Jack viene nuovamente rifiutata dalla padrona di una casa poco distante, tuttavia la sua condizione suscita la compassione della figlia, Grazia. Con il trascorrere del tempo, i ricordi del randagio si affievoliscono sempre più, portandolo a dimenticare persino il proprio nome. Pur conservando il suo istinto di animale domestico, Jack avverte la necessità di esplorare il mondo che lo circonda ed è proprio questo desiderio a condurlo all'incontro con il gatto Tommaso. I due animali vivono insieme, quasi in simbiosi, per un paio di giorni fino a quando il cane si allontana, preferendo la compagnia dell'uomo alla libertà. Giunto in città, inizia a seguire il mulattiere Danilo fino a raggiungere la sua casa in campagna. Ma, illuso dalla possibilità di aver finalmente trovato un nuovo padrone, il povero Jack non si rende conto delle reali intenzioni dell'uomo: sbarazzarsi di lui lasciandolo morire crudelmente di fame sotto il sole cocente.

## I personaggi
- Jack: cane protagonista del romanzo, viene abbandonato dal padrone a causa di uno spiacevole episodio con un vicino. Animale indissolubilmente legato all'uomo, si rivela sempre fedele al suo padrone, nonostante le angherie subite.
- Alvaro: padrone primitivo di Jack, non esita ad abbandonarlo quando si rivela un pericolo per i suoi rapporti con il vicino.
- Il gatto Tommaso: incontrato nella seconda metà del romanzo, Tommaso è un gatto randagio allontanato dalla padrona per compiacere le esigenze del suo futuro marito. Si tratta di un animale indipendente e di un attento osservatore della realtà, pronto ad accettare la sua condizione pur di non rinunciare alla sua libertà.
- Grazia: giovane ragazza incontrata da Jack durante il suo vagabondare per la campagna, è il primo contatto umano positivo che il cane riesce ad instaurare dopo le difficoltà iniziali.
- Danilo: mulattiere e nuovo padrone di Jack, si rivelerà essere il suo assassino.

## La critica
Il titolo del libro non va inteso come indicativo di un particolare uomo nel rapporto con il suo cane, ma va riferito agli uomini in generale, ai loro sentimenti e comportamenti nei confronti degli animali (e non solo), in un raffronto che si risolve a tutto vantaggio della bestia. Grazie a quest'opera, Carlo Cassola ha ritrovato la felicità di scrittura che talvolta era andata, almeno in parte, perduta nella prolissità o ripetitività di altre sue storie. La precisa conoscenza della psicologia dal cane, -senza la pretesa di parlare dal di dentro della sua "personalità"- la possibilità di doppiare sullo sfondo le sue azioni con quelle degli uomini, la riserva di intervenire come autore a mettere a punto certe osservazioni si fondono in pagine di grande gusto e discrezione che certamente vanno annoverate tra le più riuscite della sua lunga carriera. Si tratta di uno dei libri più liberi da ideologie scritti dall'autore, in cui quest'ultimo trova il modo di introdurre senza stridori il tema che a lui più sta a cuore in questo momento e sul quale veniva scrivendo contemporaneamente i suoi libri di saggistica storico-politica.
"La vita randagia e il crudele destino del cane Jack, nato per servire, riguardano la vicenda realistica di un bastardo dal colore bianco sporco con pezzature nere; trascrivono un pezzo di mondo visto attraverso gli occhi del cane che, abbandonato dal primitivo padrone, ne cerca disperatamente un altro. E svolgono insieme la trasparente metafora (...) della condizione umana, del bisogno avvertito anche dall'uomo di cercarsi un padrone, di affidarsi e credere in un capo «infallibile che lo angarierà in tutti i modi»".
```
"Oh, se uno spettacolo così mi fosse caduto sotto gli occhi quando ero bambino! Mi sarei fatto un'altra idea della vita. Non avrei più creduto nell'ingiustizia del mondo, né all'iniquità degli uomini. Iniquità o non, piuttosto, stupidità? Invece di aiutarsi, gli uomini si fanno vicendevolmente del male. Questa è soprattutto stupidità. Sì, gli uomini sono stupidi come sono stupidi gli animali, con le loro continue guerre che procurano danni a tutti".
```

## Edizioni
- Carlo Cassola, L'uomo e il cane, Rizzoli, 1977.
- Carlo Cassola, L'uomo e il cane, Sansoni, 1988 .
- Carlo Cassola, L'uomo e il cane, Mondadori, 2014 .